# 塔里卡
塔里卡，伊斯蘭教蘇非派術語，意思是道乘，是指為接近上帝在穆斯林日常必須履行的五功(教乘)之上更高一層的修行階段，一般遜尼派穆斯林稱為副功。
這個觀念最早出現在12-13世紀蘇非派教團，一直保留至現在，帶領學生進入此階段的導師被稱為穆里希德或謝赫，學生則是穆里德或犒德爾維希。